# Bon Voyage (EP)
Bon Voyage es un extended play en solitario de la cantante YooA del grupo de chicas Oh My Girl. Fue lanzado por WM Entertainment el 7 de septiembre de 2020. El álbum contiene cinco canciones, incluida la canción principal del mismo nombre.

## Antecedentes y lanzamientos
El 25 de agosto, Newsen informó que YooA se está preparando para lanzar un álbum en solitario en septiembre. En respuesta al informe, WM Entertainment confirmó que YooA hará oficialmente su debut en solitario con el lanzamiento de un miniálbum el 7 de septiembre.  El 28 de agosto, YooA compartió un primer vistazo de su debut en solitario en YouTube a través de un tráiler de apertura titulado "Bon Voyage".
Una imagen de portada y una vista previa del álbum del miniálbum fue lanzada el 1 de septiembre. La lista de canciones del miniálbum Bon Voyage fue revelada el 3 de septiembre. El miniálbum incluye la canción principal del mismo nombre con cinco canciones.
El 7 de septiembre, se lanzó el miniálbum, y junto con él se lanzó un video musical para la canción principal del mismo nombre. YooA también realizó una presentación en línea para celebrar el lanzamiento de su primer miniálbum.

## Promociones
YooA promovió el miniálbum presentándose en varios programas musicales, incluidos M Countdown , Music Bank , The Show , Inkigayo , Show! Music Core.

## Lista de canciones
| Bon Voyage |                |            |        |          |          |  |
| N.º        | Título         | Letras     | Música | Arreglos | Duración |  |
| 1.         | «Bon Voyage»   | Seo Ji-eum |        |          | 3:40     |  |
| 2.         | «Far»          | Seo Ji-eum |        |          | 3:28     |  |
| 3.         | «Diver»        | Seo Ji-eum |        |          | 3:41     |  |
| 4.         | «Abracadabra»  | Seo Ji-eum |        |          | 3:20     |  |
| 5.         | «End Of Story» | Seo Ji-eum |        |          | 3:45     |  |

## Posicionamiento en listas
| Lista (2020)               | Posición |
| -------------------------- | -------- |
| South Korean Albums (Gaon) | 3        |

## Reconocimientos

### Premios en programas de música
| Programa | Fecha                    | Ref.                 |
| -------- | ------------------------ | -------------------- |
| The Show | 15 de septiembre de 2020 | [ 28 ] [ 29 ] [ 30 ] |